# ナフタラン
ナフタラン（アゼルバイジャン語: Naftalan）は、アゼルバイジャンの都市。首都バクーから西に330km、ギャンジャから50kmの地点にある。同国では著名な療養地で、古くから医療目的の石油が採掘されている。
行政上は県に属さない特別市のひとつで、ゴランボイ県に囲まれている。アゼルバイジャンからの分離独立を主張するアルツァフ共和国（ナゴルノ・カラバフ）との「国境」に程近く、2020年ナゴルノ・カラバフ紛争ではアルメニア軍による砲撃で死者が出ている。

## 歴史
伝わる話によれば古代、キャラバンが衰弱したラクダを湖に置いていったところ、再び訪れた際にはそのラクダが健康になって生き延びていた。キャラバンは湖の油分に傷を治す治癒能力があることを知り油を郷土へ持って帰った。いつしかこの不思議な油が採取できる湖とその周辺は「油のある地域」という意味でナフタランと呼ばれるようになったという。12世紀に詩人ニザーミーが、13世紀にはマルコ・ポーロが、それぞれナフタランの油について言及している。
1868年にドイツ企業がナフタランで石油の採掘を行った。ナフタランの石油は燃えなかったためガソリンといった用途には使うことが出来なかったが、治療能力に目を付け薬用として研究を進めていった。そうして開発された「ナフタラン軟膏」は治癒能力が評価され、本国のドイツだけでなく欧米諸国や日本など世界中に流通するほど人気を博した。日露戦争では、日本軍の医療袋から瓶一杯に詰めたナフタラン軟膏が見つかっている。
1967年4月28日に市へ昇格。アゼルバイジャン独立後は原油を使った療養風呂で世界的に有名となり、2019年には国内外で約4万人もの人がナフタランを訪れている。